# Ergoldsbach
Ergoldsbach ist ein Markt im niederbayerischen Landkreis Landshut und der Sitz der Verwaltungsgemeinschaft Ergoldsbach.

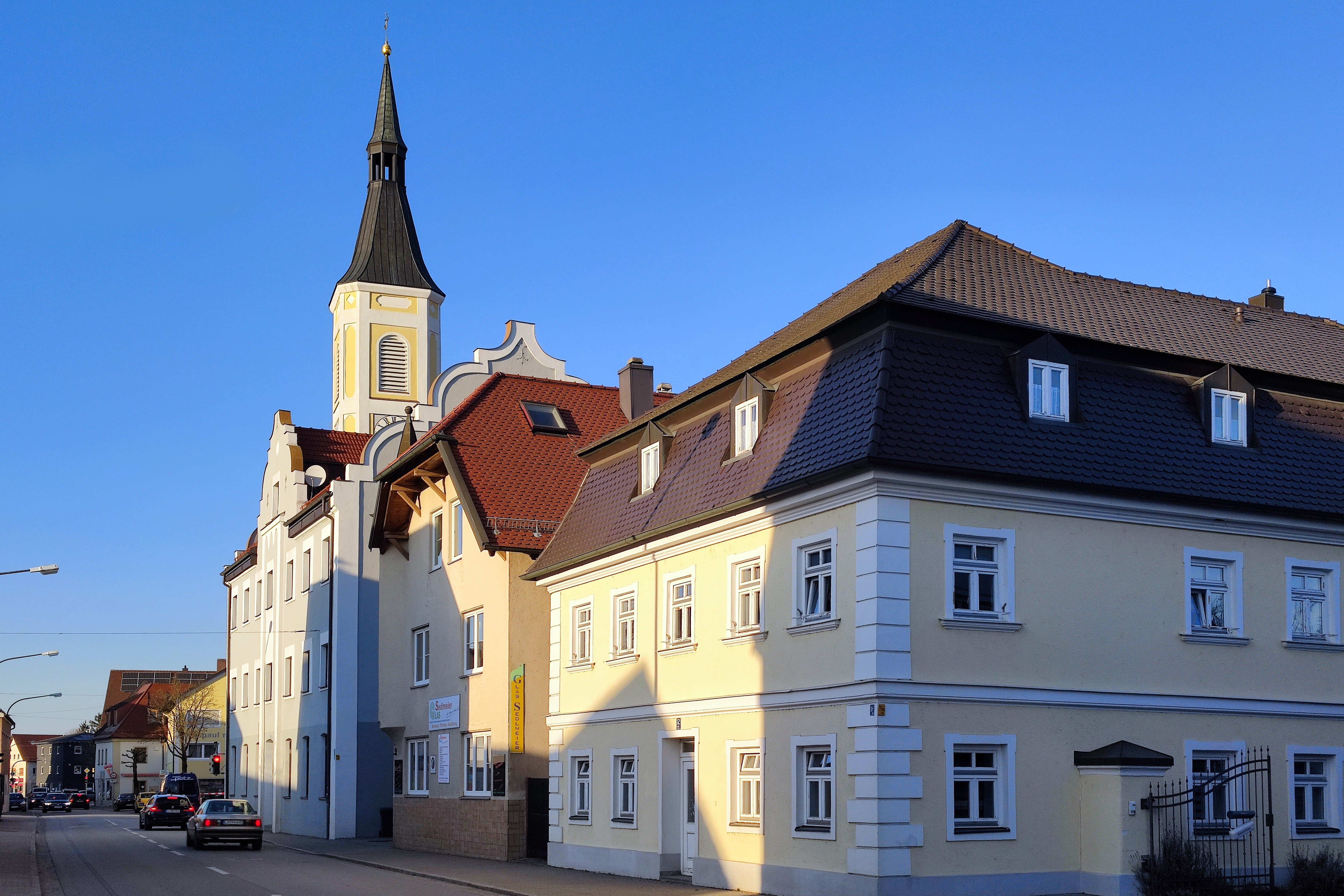
Die Hauptstraße in Ergoldsbach

## Geografie

### Geografische Lage
Ergoldsbach liegt, umgeben von einigen Waldungen, im Goldbachtal im niederbayerischen Hügelland der Region Landshut. Der Goldbach ist ein rechter Nebenfluss der Kleinen Laaber. Das Gemeindegebiet hat eine Fläche von 57 km² und ein Straßennetz von 98 km.

### Nachbargemeinden
Die Nachbargemeinden (im Uhrzeigersinn) sind: Mallersdorf-Pfaffenberg, Bayerbach b. Ergoldsbach, Postau, Essenbach, Hohenthann und Neufahrn i. NB.
| Neufahrn in Niederbayern 5 km | Mallersdorf-Pfaffenberg 9 km                | Bayerbach bei Ergoldsbach 7 km |
| Hohenthann 9 km               | Kompassrose, die auf Nachbargemeinden zeigt | Bayerbach bei Ergoldsbach 7 km |
| Hohenthann 9 km               | Essenbach 9 km                              | Postau 10 km                   |

### Gemeindegliederung
Ergoldsbach hat 32 Gemeindeteile:
- Dürrenhettenbach
- Einkreut
- Ergoldsbach
- Frauenwies
- Gnarn
- Haselwies
- Iffelkofen
- Jellenkofen
- Kienoden
- Kläham
- Kühholzen
- Langenhettenbach
- Leonhardshaun
- Lernbeutel
- Martinshaun
- Oberdörnbach
- Osterhaun
- Paindlkofen
- Pechler
- Pfellnkofen
- Poschenhof
- Prinkofen
- Reicherstetten
- Roseneck
- Salzburg
- Siegensdorf
- Stetten
- Stocka
- Unterdörnbach
- Waldhaus
- Wölflkofen
- Zieglhub

## Geschichte

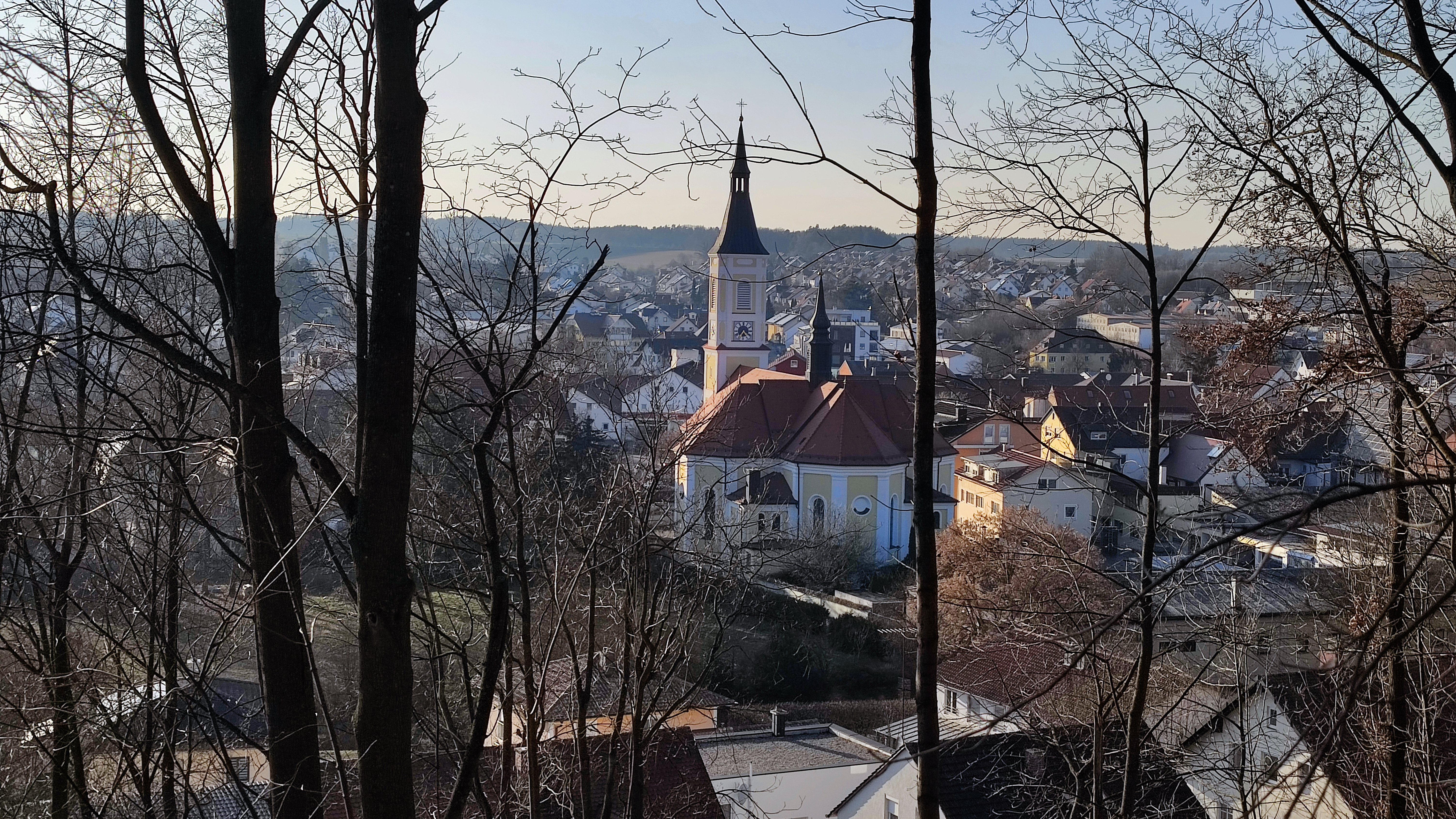
Blick vom Kapellenberg auf die Pfarrkirche St. Peter und Paul

Auf dem Kapellenberg im Markt finden sich die heute noch gut erhaltenen Doppelwälle der alten Schanze, einer frühmittelalterlichen Wallfestung. Eine ungepflasterte Römerstraße führte vermutlich von Landshut nach Regensburg durch das spätere Ergoldsbach. Bei Bayerbach wurde ein bajuwarischer Friedhof aus dem 7. und frühen 8. Jahrhundert entdeckt.
Die erste urkundliche Erwähnung Ergoldsbachs erfolgte im Jahr 822. Der Ort gehörte zum Rentamt Landshut und zum Landgericht Teisbach des Kurfürstentums Bayern. Ergoldsbach besaß ein Marktgericht mit magistratischen Eigenrechten. Durch die günstige Lage an der Straße Landshut–Regensburg entwickelte sich neben der bäuerlichen Bevölkerung der Handel und das Gewerbe. Im Jahr 1403 wurde Ergoldsbach in den Markt-Stand erhoben.
Von 1160 bis 1449 liegen Dokumente der „Edlen von Ergoldsbach vor“. Diesem Adelsgeschlecht mit Sitz im Markte gehörte unter anderem folgende Persönlichkeiten an: Hildepodus von Ergolzepach, Heinrich von Ergoldsbach (mit Sitz erstmals 1267 in der damals hochstiftlichen Hofmark zu Ergoldsbach), sowie Ritter Berchtold von Ergoldsbeck, der u. a. von 1310 bis 1353 Bürgermeister von Regensburg war. Einige Brände veränderten das Ortsbild nachhaltig.
1860 wurden die Ergoldsbacher Dachziegelwerke eingeweiht, außerdem wurde eine Bahn von Landshut nach Geiselhöring eröffnet, was dem Markt einen wirtschaftlichen Aufschwung brachte. Die Ergoldsbacher Dachziegelwerke verlagerten ihren Hauptsitz nach einem Brand in das benachbarte Neufahrn. In Ergoldsbach werden heute Kamine gefertigt. Ergoldsbach besaß bis zur Erstellung der Grund- und Hauptschule im Jahre 1969/70 eine Mädchen- und Knabenschule. In der Mädchenschule wurde von Schwestern des Ordens der Armen Schulschwestern unterrichtet. 1913 wurde in Ergoldsbach ein Krankenhaus gebaut, das bis 1977 in Betrieb war. Danach wurde es vom Roten Kreuz in ein Senioren- und Pflegeheim umgewandelt, bis es 2004 einem Neubau weichen musste.

### Eingemeindungen
im Zuge der Gebietsreform in Bayern wurden am 1. Januar 1972 die Gemeinden Langenhettenbach und Prinkofen eingegliedert. Am 1. Januar 1977 kam Paindlkofen hinzu. Kläham und Martinshaun folgten am 1. Januar 1978.

### Vorgänge um die Rettung von KZ-Häftlingen 1945
Im April 1945 wurden dem Ergoldsbacher Polizisten Max Maurer von der SS 13 jüdische KZ-Häftlinge übergeben, mit der Weisung, sie zu erschießen. Maurer brachte die Häftlinge auf das Anwesen von Anna Gnadl, wo sie einen Tag später von den anrückenden Amerikanern aufgenommen wurden. Laut John Weiner, einem der 13, hat Maurer das Leben der Häftlinge gerettet. Dafür wurde er 1997 in Yad Vashem von Israel als Gerechter unter den Völkern geehrt.

### Einwohner
Gemäß Bayerischem Landesamt für Statistik  haben sich die Einwohnerzahlen jeweils zum 31. Dezember eines Jahres wie folgt entwickelt:
| Stand | Einwohner |
| ----- | --------- |
| 1960  | 5967      |
| 1970  | 6117      |
| 1980  | 6018      |
| 1990  | 6450      |
| 1995  | 7089      |
| 2000  | 7324      |
| 2005  | 7563      |

| Stand | Einwohner |
| ----- | --------- |
| 2006  | 7495      |
| 2007  | 7488      |
| 2008  | 7449      |
| 2009  | 7448      |
| 2010  | 7484      |
| 2011  | 7386      |
| 2012  | 7459      |

| Stand | Einwohner |
| ----- | --------- |
| 2013  | 7530      |
| 2014  | 7575      |
| 2015  | 7709      |
| 2016  | 7768      |
| 2017  | 7848      |
| 2018  | 8036      |
| 2019  | 8121      |

| Stand | Einwohner |
| ----- | --------- |
| 2020  | 8232      |
| 2021  | 8423      |
| 2022  | 8690      |

Seit 1972, dem Jahr der Gemeindereform, hat sich die Einwohnerzahl bis 2015 um 1553 Personen erhöht. Das entspricht einem Wachstum von 25,23 Prozent. In den letzten zehn (fünf) Jahren wuchs die Einwohnerzahl um 2,86 (3,35) Prozent.
Im Zeitraum 1988 bis 2018 stieg die Einwohnerzahl von 6200 auf 8036 um 1836 Einwohner bzw. um 29,6 %.
| Alter         | Einwohner nach Alter |
| ------------- | -------------------- |
| jünger als 18 | 18,8 %               |
| 18 bis 29     | 14,7 %               |
| 30 bis 49     | 29,5 %               |
| 50 bis 64     | 19,4 %               |
| älter als 65  | 17,6 %               |

## Religion

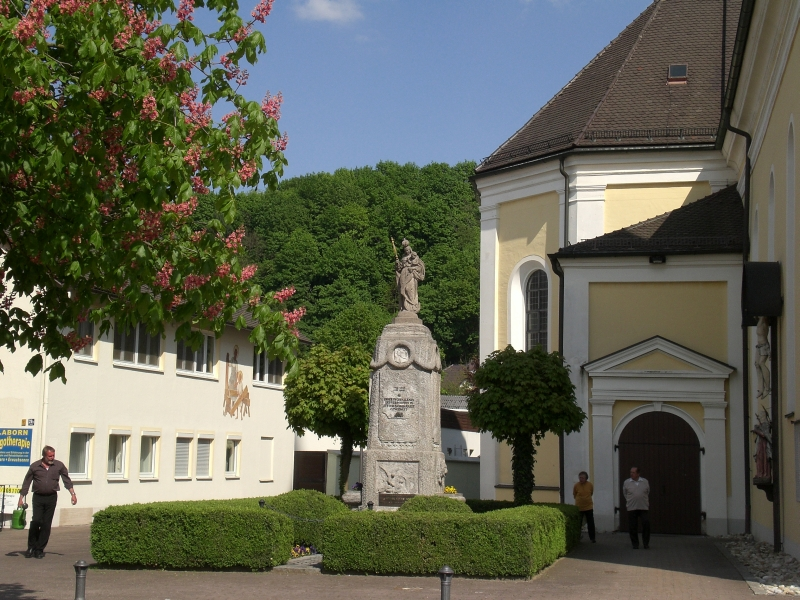
Kriegerdenkmal am Kirchplatz

- Etwa 75 % der Bevölkerung Ergoldsbachs sind katholisch. Die Pfarrkirche St. Peter und Paul (erstmals erbaut spätestens im 16. Jahrhundert[10]) befindet sich im Ortszentrum. Weitaus älter ist die aus dem 11. bis 13. Jahrhundert stammende spätromanische Kirche St. Agatha auf der östlichen Seite des Goldbachs. Trotz der späteren Barockisierung ist der spätromanische Grundriss und das Mauerwerk vollständig erhalten.[11] Im Park auf dem Kapellenberg befindet sich die Lourdes-Kapelle, die 1895–96 unter Pfarrer Igl erbaut wurde.[12]
- Etwa 7 % der Ergoldsbacher Bevölkerung sind evangelisch. Die etwa 1970 eingeweihte Versöhnungskirche befindet sich auf dem Freizeitareal an der Badstraße. Die Gottesdienste finden abwechselnd in Ergoldsbach und in der Friedenskirche in Neufahrn statt.

## Politik
Acht Monate nach Kriegsende fanden am 27. Januar 1946 die ersten Gemeinderatswahlen in den kreisangehörigen Gemeinden Bayerns statt. In den Monaten April und Mai 1946 folgten noch die ersten Wahlen der Bürgermeister, Landräte sowie Kreistage. 2006 wurde das 60-jährige Jubiläum begangen.
Der Markt Ergoldsbach ist Mitglied in folgenden Zweckverbänden:
- Regionaler Planungsverband Landshut
- Schulverband Ergoldsbach
- Wasserzweckverband Mallersdorf
- Zweckverband zur Abwasserbeseitigung Ergoldsbach-Neufahrn i.NB
- Zweckverband zur Wasserversorgung Rottenburger Gruppe Pattendorf

Ergoldsbach gehört zur Verwaltungsgemeinschaft Ergoldsbach.
| Gemeinde                | Wappen | Fläche km² | Einwohner 31. Dezember 2024 | EW-Dichte EW je km² | Höhe über NHN |
| ----------------------- | ------ | ---------- | --------------------------- | ------------------- | ------------- |
| Bayerbach b.Ergoldsbach |        | 25,42      | 1.993                       | 78                  | 409           |
| Ergoldsbach             |        | 57,06      | 8.491                       | 149                 | 416           |

### Marktgemeinderat
Die Kommunalwahl am 15. März 2020 führte zu folgendem Ergebnis:
| Marktgemeinderatswahl Ergoldsbach 2020Wahlbeteiligung: 58,9 % 50403020100 41,6 %28,6 %14,6 %8,1 %4,7 %2,3 % FWCSUSPDÖDPGrüneFDPGewinne und Verlusteim Vergleich zu 2014 %p 6 4 2 0 −2 −4+2,8 %p−3,4 %p−3,8 %p−2,7 %p+4,7 %p+2,3 %pFWCSUSPDÖDPGrüneFDP | Sitzverteilung im Marktgemeinderat Ergoldsbach seit 2020Insgesamt 20 Sitze - SPD: 3 - Grüne: 1 - ÖDP: 2 - FW: 8 - CSU: 6 |

### Bürgermeister
Erste Bürgermeister von Ergoldsbach seit 1945:
- Josef Kraus (1945–1952)
- Josef Kammermeier (1952–1960)
- Hans Gierl (1960–1972)
- Alois Paßreiter (CSU) (1972–1996)[16]
- Franz Diener (CSU) (1996–2008)
- Ludwig Robold (FW) (seit 2008)[17]

### Wappen und Flagge
| Wappen von Ergoldsbach | Blasonierung: „Unter Schildhaupt mit den bayerischen Rauten in Rot ein silberner Schrägwellenbalken.“ |
| Wappen von Ergoldsbach | Wappenbegründung: Der Schrägwellenbalken ist ein für den Ortsnamen redendes heraldisches Bild. Das Rautenschildhaupt verweist auf die enge Verbindung zu den wittelsbachischen Herzögen seit dem ausgehenden 14. Jahrhundert. Ergoldsbach war seit dem 13. Jahrhundert eine Hofmark des Hochstifts Regensburg, die bei der Neuorganisation des Landgerichts Teisbach 1386 an die bayerischen Herzöge gelangte. Aus der Abhaltung von Jahrmärkten haben sich allmählich Marktrechte herausgebildet; Herzog Heinrich der Reiche verlieh bzw. bestätigte 1403 die Marktrechte, wie sie andere bayerische Städte und Märkte hatten. Die Anordnung der Rauten lässt eine Verleihung durch einen niederbayerischen Herzog vermuten; ein urkundlicher Beleg ist jedoch nicht überliefert. Das Wappen ist seit der Darstellung in dem um 1520 geschnittenen und seit 1526 in Abdruck bekannten Siegel (mit der fehlerhaften, später korrigierten Umschrift SVRI statt FORI) unverändert geblieben. Der Bach wurde verschieden tingiert, im 18. Jahrhundert wurde der Schrägbach auch falsch als bewehrte Löwen- oder Bärentatze (wie z. B. auf einem Stich von Michael Wening) gedeutet. |

Als inoffizielle Gemeindefahne wird eine weiß-blaue Flagge mit dem Gemeindewappen verwendet.

### Gemeindepartnerschaften
- Italien: Seit dem Jahr 2004 besteht eine Partnerschaft mit der italienischen Stadt Montefiascone.
- Deutschland: Ergoldsbach ist Patenort des Marktes Ergolding

## Kultur und Sehenswürdigkeiten

### Museen

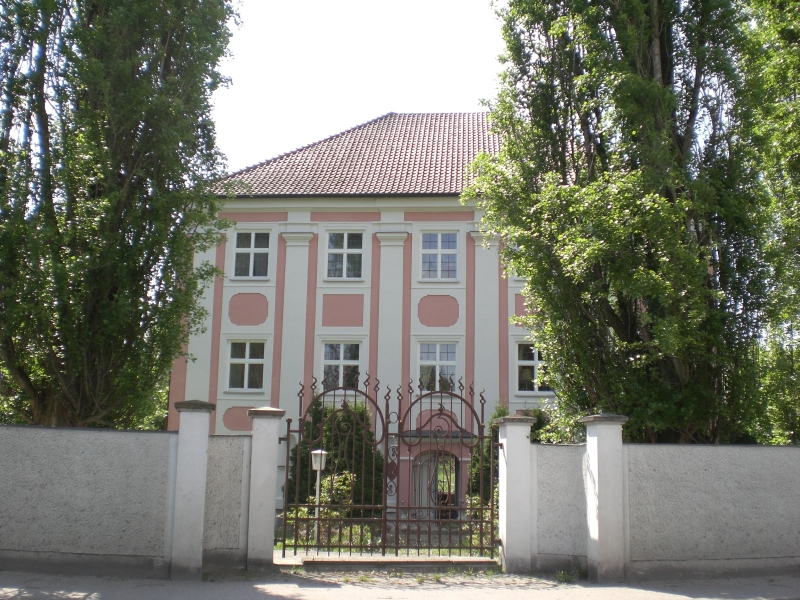
Schloss Jellenkofen

- Goldbach Museum Ergoldsbach

### Baudenkmäler
- Pfarrkirche St. Peter und Paul: Die Kirche befindet sich im Ortskern von Ergoldsbach.
- Schloss Jellenkofen: Erbaut um 1720/1730 als quadratischer Bau mit Walmdach, ehemals herzoglich bayerische Hofmark in Ergoldsbach, Ortsteil Jellenkofen.[20] Als 1872 das von den Armen Franziskanerinnen als Krankenhaus genutzte Armenhaus in Ergoldsbach zu klein wurde, baute man zwar dieses aus, zusätzlich funktionierte man aber auch das Schloss zur Krankenanstalt für die Klosterschwestern um. Nachdem später auch Kranke aus dem Bezirk dort aufgenommen wurden, wurde das Schloss 1893 offiziell zum Krankenhaus umgewandelt. Diese Funktion erfüllte es bis in Ergoldsbach ein neues Krankenhaus errichtet wurde.[21] Das Schloss ist heute in Privatbesitz.
- Wallfestung: Die frühmittelalterliche Abschnittsbefestigung Ergoldsbach befindet sich auf dem Kapellenberg. Die Doppelwallfestung wurde integriert in eine weitläufige Parkanlage. Auf dem nördlichen äußeren Wall befindet sich die Lourdeskapelle.
- Ein 2010 enthülltes Denkmal erinnert an die Zivilcourage von Dominik Brunner.[22]

### Veranstaltungen
- Mit der Goldbach-Halle steht eine Sport- und Mehrzweckhalle mit einer Kapazität von bis zu 1000 Sitzplätzen zur Verfügung. Geplant wurde sie seit 1979. Ihre Fertigstellung erfolgte im Jahr 1988. Jährlich stattfindende Konzerte bzw. Messen sind der Faschingsball und die Gewerbeschau.

### Sport und Freizeit
- Sportzentrum mit Stadion des TSV Ergoldsbach (eingeweiht am 16. Juli 2004)
- Tennisanlage des TC Ergoldsbach mit 6 Tennisplätzen (Sand), Clubheim sowie einer 2-Feld-Tennishalle (seit 2011)[23]
- Freibad in Jellenkofen und Hallenbad (Lehrschwimmbecken in der Verbandsschule, im Winter geöffnet)
- Golfplatz Ergoldsbach in Martinshaun
- Parkanlage auf dem Kapellenberg
- Beachvolleyballplätze (in Kläham und Jellenkofen), Bolzplätze, Eisweiher, Stockschießanlage, Schützenstände, Skatepark am Sportzentrum des TSV Ergoldsbach, Goldbach Ride – Pumptrack (hinter Tennishalle), zahlreiche Spielplätze etc.

### Sagen aus Ergoldsbach
Der Bauer im Mond
An einem Feiertag soll ein Bauer aus Paindlkofen Dornhecken ausgehauen haben und zur Strafe dafür in den Mond versetzt worden sein. Angeblich sieht man ihn auch heute noch bei der Arbeit.
Die versunkene Burg
Von einem Pfarrer wurde überliefert, dass auf dem Kapellenberg einst ein Schloss mit vier Türmen existierte. Dieses soll in der Erde versunken sein, als ein Schlossherr schlecht mit seinen Leuten umging. Das Bauwerk begrub der Legende nach den grausamen Burgherrn mit sich.

## Wirtschaft und Infrastruktur
In erster Linie ist Ergoldsbach eine Pendler-Gemeinde. Ein großer Anteil der Bevölkerung fährt jeden Tag nach Landshut, München, Dingolfing oder Regensburg. In Ergoldsbach selbst befinden sich die Erlus AG und mittelständische Produktions-, Speditions-, Handwerksbetriebe und Dienstleistungsunternehmen. Eine Vielzahl an Supermärkten, Bäckereien und Einzelhandel bieten weitere Arbeitsplätze vor Ort.
In Folge einer entsprechenden Bewertung der Wirtschaftskraft der Markt Ergoldsbach sind die Schlüsselzuweisungen von 2.644.736 Euro im Jahr 2020 um 9,1 Prozent auf 2.403.632 Euro für das Jahr 2021 gefallen.
| Zuweisungen an    | Jahr      | Jahr      | Jahr      | Jahr      | Jahr      | Jahr      | Jahr      | Jahr      |
| Zuweisungen an    | 2015      | 2016      | 2017      | 2018      | 2019      | 2020      | 2021      | 2022      |
| ----------------- | --------- | --------- | --------- | --------- | --------- | --------- | --------- | --------- |
| Markt Ergoldsbach | 1.826.624 | 1.862.852 | 2.020.812 | 1.970.400 | 2.283.208 | 2.644.736 | 2.403.632 | 2.643.220 |

### Breitbandversorgung
Im Rahmen der Richtlinie zur Förderung des Aufbaus von Hochgeschwindigkeitsnetzen im Freistaat Bayern vom 10. Juli 2014 steht den Gemeinden ein Förderbetrag von mindestens 500.000 Euro und maximal 950.000 Euro zur Verfügung; für Ergoldsbach beträgt dieser 820.000 Euro.

### Land- und Forstwirtschaft
Bestanden im Jahr 1999 noch 144 landwirtschaftliche Betriebe, ging deren Zahl bis 2016 auf 91 zurück.
| Betriebsgröße in ha | Anzahl der Betriebe | Anzahl der Betriebe | Anzahl der Betriebe |
| Betriebsgröße in ha | 1999                | 2010                | 2016                |
| ------------------- | ------------------- | ------------------- | ------------------- |
| unter 5             | 14                  | 3                   | 2                   |
| 5 bis unter 10      | 15                  | 9                   | 10                  |
| 10 bis unter 20     | 47                  | 28                  | 29                  |
| 20 bis unter 50     | 57                  | 39                  | 28                  |
| 50 oder mehr        | 11                  | 22                  | 22                  |
| Gesamt              | 144                 | 101                 | 91                  |

### Wohnen und Bauen
In Jellenkofen ist ein Gewerbegebiet mit einer Nettobaulandfläche von 39.000 m² und Grundstücksgrößen ab 2.000 m² vorhanden.
Das Baugebiet "Kapellenberg" hält 70 Baugrundstücke für Wohnungsbau und 6 Bauplätze als Mischgebiet bereit.
| Gemeindeteil     | Wohnbauflächen ausgewiesene Baugebiete | unbeplanter Innenbereich | ausgewiesene gewerbliche Bauflächen | Ackerland |
| ---------------- | -------------------------------------- | ------------------------ | ----------------------------------- | --------- |
| Ergoldsbach      | 110 €                                  | 110 €                    | 40 €                                | 4,50 €    |
| Siegensdorf      | 75 €                                   | 75 €                     |                                     | 4,50 €    |
| Jellenkofen      | 95 €                                   | 75 €                     | 50 €                                | 4,50 €    |
| Iffelkofen       |                                        | 75 €                     |                                     | 4,50 €    |
| Prinkofen        |                                        | 75 €                     |                                     | 4,50 €    |
| Oberdörnbach     |                                        | 50 €                     |                                     | 4,50 €    |
| Martinshaun      |                                        | 50 €                     |                                     | 4,50 €    |
| Kläham           | 50 €                                   | 50 €                     |                                     | 4,50 €    |
| Paindlkofen      |                                        | 45 €                     |                                     | 4,50 €    |
| Osterhaun        |                                        | 45 €                     |                                     | 4,50 €    |
| Langenhettenbach |                                        | 45 €                     |                                     | 4,50 €    |
| Leonhardshaun    |                                        | 45 €                     |                                     | 4,50 €    |
| Unterdörnbach    |                                        | 75 €                     |                                     | 4,50 €    |
| Wölflkofen       |                                        | 45 €                     |                                     | 4,50 €    |

### Verkehr

#### Straßen
Zwischen Ergolding und Altheim liegt zirka 13 Kilometer südwestlich von Ergoldsbach der Autobahnanschluss „Landshut/Essenbach“ mit der A 92, der über die Bundesstraße 15 nach und durch Ergoldsbach hindurchführt. Die A 92 bietet in nordöstlicher Richtung Anbindung an die A 3 und in südöstlicher Richtung an den Autobahnring München.
Mit der Verkehrsfreigabe des Bauabschnitts von Ergoldsbach nach Essenbach am 20. November 2019 wird die Bundesstraße 15neu vierspurig und planfrei eine durchgängige Verkehrsverbindung von der Anschlussstelle Saalhaupt an der A 93 bis zur Ausfahrt an der Staatsstraße 2141 bei Essenbach ermöglichen. Die A 93 führt in nördlicher Richtung über Regensburg nach Hof (Saale) und in südwestlicher Richtung mündet sie in die A 9.
Um den Verkehr von der B 15neu an die A 92 anzubinden, wird dieser zunächst an der Anschlussstelle bei Essenbach auf die Staatsstraße 2141 ausgeleitet und weiter auf die LA 7 geführt. Die Anbindung an die A 92 erfolgt im Bereich der Brücke der LA 7 über die A 92, die die Ortsteile Essenbach und Ohu miteinander verbindet. Die direkte Anbindung der B 15 neu an die A 92 wird voraussichtlich im Jahr 2025 erfolgen. Dieser Anschluss liegt etwa 9 Kilometer südlich von Ergoldsbach.

#### Bahn
Über die Bahnstrecke München–Regensburg sind Direktverbindungen bis München oder Nürnberg ab Bahnhof Ergoldsbach verfügbar.

### Bildung
(Quelle: )
- Kinderkrippe im Dominik-Brunner-Haus
- Kindergarten mit Zweigstellen in Ergoldsbach, Jellenkofen und Kläham
- Waldkindergarten in Paindlkofen
- Verbandsschule mit einer Grundschule und einer Mittelschule
- Schülerhort im Dominik-Brunner-Haus
- Volkshochschule
- Musikschule (privater Betreiber)
- Jugendtreff am Volksfestplatz
- Gemeindebücherei

## Vereine
In Ergoldsbach und in seiner näheren Umgebung gibt es etwa 60 Vereine.

### Feuerwehren
Neben der Freiwilligen Feuerwehr Ergoldsbach wachen im Gemeindegebiet zusätzlich die Freiwilligen Feuerwehren Kläham, Langenhettenbach, Martinshaun, Paindlkofen und Prinkofen.

## Persönlichkeiten
- Auguste Strobl (1807–1871), bayerische Schönheit; mit ihrem Porträt wurde die Schönheitengalerie begonnen.
- Josef Schlicht (1832–1917), Volkskundler und Heimatforscher
- Wilhelm Lehmann-Leonhard (1866–1954), Tier- und Genremaler
- Paul Rahl (1877–1926), Ingenieur und Reichstagsabgeordneter
- Anton Koch (1882–1961), Gutsbesitzer und Politiker
- Johann Sebastian Hoegl (1884–1969), Direktor der Dachziegelwerke Ergoldsbach und Träger des Verdienstkreuzes der Bundesrepublik Deutschland
- Paul Adolf Hauptmann (1887–1958), Maler der impressionistisch-realistischen Richtung
- Max Maurer (1891–1972), Polizist, Gerechter unter den Völkern, rettete 1945 13 Juden vor dem Tod
- Ludwig Kaindl (1914–1995), Leichtathlet (Mittel- und Langstrecken)
- Ludwig Meyer (1925–1991), Politiker (CSU)
- Joseph Kiermeier-Debre (* 1946), deutscher Literatur-, Theater- und Kunstwissenschaftler, Hochschullehrer, Museumsleiter, Kurator, Programmmacher und Autor
- Heidi Hutterer (* 1959), Langstreckenläuferin
- Dominik Brunner (1959–2009), Manager, Vorstand der Erlus AG und Träger des Bundesverdienstkreuzes 1. Klasse sowie des Bayerischen Verdienstordens. Er beschützte vier Schüler in der Münchner S-Bahn-Linie 7 vor Erpressern und starb infolge der von ihnen ausgeführten Schläge und Tritte.
- Jutta Widmann (* 1961), Politikerin (Freie Wähler)
- Hubert Aiwanger (* 1971), Politiker (Freie Wähler), seit Ende 2018 stv. Ministerpräsident von Bayern